# Condado de Lowndes (Geórgia)
O Condado de Lowndes é um dos 159 condados do Estado americano de Geórgia. A sede do condado é Valdosta, e sua maior cidade é Valdosta. O condado possui uma área de 1 323 km², uma população de 92 115 habitantes, e uma densidade populacional de 71 hab/km² (segundo o censo nacional de 2000). O condado foi fundado em 23 de dezembro de 1825.